# Màquina de Newcomen

Animació de la màquina de Newcomen

La màquina de Newcomen és un tipus de màquina de vapor que funciona per la pressió atmosfèrica sobre un èmbol a l'altra cara del qual es produeix un buit parcial per refredament cíclic del vapor d'aigua calent. Usada antigament, permetia el moviment d'un pes cap amunt i cap avall.
El seu inventor fou Thomas Newcomen (28 de febrer de 1663 - 5 d'agost de 1729) ferrer per tradició i pastor baptista per vocació. Va néixer a Dartmouth (Devon). El 1711 Newcomen va construir la primera màquina de vapor, que va suposar una millora davant la màquina de Thomas Savery.
El funcionament de les dues màquines eren similars. Ambdues creaven el buit en un dipòsit a base de refredar vapor d'aigua. La diferència estava en el fet que, mentre en la màquina de Savery era el mateix buit del dipòsit el que absorbia l'aigua de la mina, en la màquina de Newcomen el buit creador en un cilindre tirava d'una biga fins avall. Aquesta biga col·locada a tall de balancí de manera que en omplir-se el buit el cilindre amb vapor, la biga tornava a pujar. Aquest moviment d'anada i tornada accionava una bomba alternativa que extreia l'aigua de la mina.
Tant la màquina de Savery com la de Newcomen presentaven un problema: el seu funcionament es basava a escalfar i tornar a refredar repetidament un dipòsit. Això provocava ruptures en si mateix, a part de suposar una pèrdua energètica que feia que el rendiment de la màquina fos baix.
Posteriorment, James Watt va idear una nova màquina que comptava amb un condensador de vapor independent, de manera que cada part de la màquina es mantenia a una temperatura determinada.